# Winnie Monsod

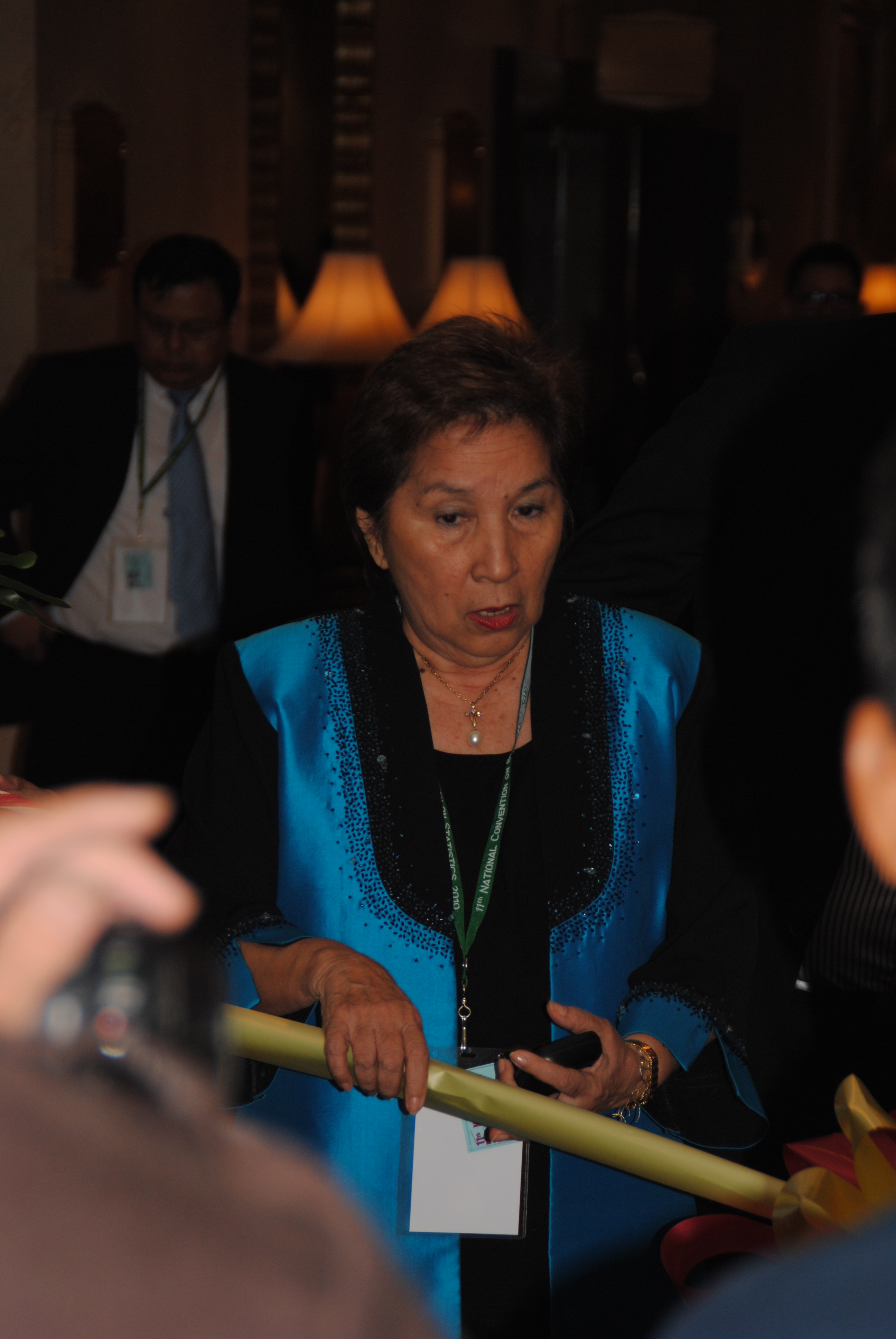
Winnie Monsod in oktober 2010

Solita "Winnie" Collas-Monsod (Manilla, 29 juli 1940) is een Filipijns televisiepresentator, voormalig kabinetslid, bestuurder en emeritus-hoogleraar economie. Monsod was als minister van economische planning van 1986 tot 1989 lid van het Filipijnse kabinet van president Corazon Aquino.

## Biografie
Winnie Monsod werd geboren op 29 juli 1940 in de Filipijnse hoofdstad Manilla. Haar ouders waren Soledad Garduno, een docente, sociaal-werker en auteur en Juan Collas, een journalist, diplomaat en auteur. Monsod behaalde in 1959 een bachelor-diploma economie aan de University of the Philippines. Aansluitend studeerde ze verder aan de University of Pennsylvania in de Verenigde Staten. Daar behaalde ze in 1962 haar master-diploma. 
Monsod werkte jarenlang op de Faculteit Economie van de  University of the Philippines. Van 1971 tot 1984 was Monsod universitair docent economie. Aansluitend werkte ze er van 1985 tot 1991 als universitair hoofddocent. In 1991 werd Monsod aangesteld als hoogleraar in de economie aan UP. 
In 1986 werd Monsod benoemd tot minister van Socio-Economische Planning in het kabinet van president Corazon Aquino. Ze bekleedde deze positie tot 1989. Ook was ze in deze periode directeur-generaal van het National Economic and Development Authority (NEDA), een organisatie die verantwoordelijk is voor het formuleren, implementeren, monitoren en evalueren van ontwikkelingsplannen, nieuw beleid en projecten. Van 1987 tot 2000 lid van de Committee for Development Planning (UNCDP) van de Verenigde Naties. Bij de Filipijnse verkiezingen van 2001 deed ze namens de People Power Coalition van zittend president Gloria Macapagal-Arroyo mee aan de senaatsverkiezingen. Ze behaalde ruim 6,7 miljoen stemmen, hetgeen niet voldoende was voor een zetel in de Filipijnse Senaat. Vanaf 2005 werd Monsod een van de uitgesproken critici van Arroyo, toen zij en haar regering veelvuldig te maken kregen met beschuldigingen van verkiezingsfraude en corruptiepraktijken.
Monsod is ook bekend van de Filipijnse televisie en andere media. Zo was ze van 1974 tot 1976 correspondent van GMA Evening Report en van 1976 tot 1986 van News at Seven. Later was ze van 1989 tot 1995 commentator in GMA Balita. Van 1995 tot 1999 was ze medepresentator van Saksi en van 1995 tot 2006 was ze een van de presentatoren van Debate with Mare. Sinds 2011 presenteert ze de ochtendshow Bawal ang Pasaway kay Mareng Winnie. Daarnaast schreef ze columns voor kranten als Business World, Pinoy Times, The Sunday Paper en Philippine Daily Inquirer.
Monsod is getrouwd met voormalig COMELEC-voorzitter Christian Monsod. Samen kregen ze vijf kinderen.